# ビル・クリスチャン
ビル・クリスチャン（Bill Christian、1938年1月28日 - ）は、アメリカ合衆国ミネソタ州ウォーロード出身の元男子アイスホッケー選手。

## 経歴
1960年のスコーバレーオリンピックのアメリカ合衆国代表に選出される。同大会ではソビエト連邦戦で第3ピリオド残り5分01秒に決勝ゴールをあげて3-2の勝利に貢献し、金メダルを獲得した。
1984年には国際アイスホッケー連盟の殿堂入りを果たした。

## 家族
兄のロジャー・クリスチャンもアイスホッケー選手でスコーバレーオリンピックで共に金メダルを獲得した。息子のデイブ・クリスチャンもアイスホッケー選手で、1980年のレークプラシッドオリンピックで金メダルを獲得した。

## 詳細情報

### 代表歴
- 1960年オリンピックアイスホッケーアメリカ合衆国代表